# Bruno Liljefors
Bruno Andreas Liljefors (14. května 1860 Uppsala – 18. prosince 1939 Stockholm) byl švédský výtvarník, známý díky realistickým žánrovým výjevům ze severské přírody. 

## Život
Studoval na Královské švédské akademii umění ve Stockholmu, školu však opustil a vstoupil do opozičního sdružení Konstnärsförbundet, které odmítalo akademický styl ředitele Akademie Georga von Rosena. Pak odešel do ciziny a pobýval v umělecké kolonii v Grez-sur-Loing. Počátky Liljeforsovy tvorby ovlivnil německý malíř Carl Friedrich Deiker, k jeho uměleckým souputníkům patřili Carl Larsson a Anders Zorn. 
Liljefors byl náruživý lovec a proto znal dobře chování zvířat v přirozeném prostředí. Často pobýval na Bullerönu ve Stockholmském souostroví, kde mohl celé dny pozorovat mořské ptactvo. Zaměřil se na dramatické výjevy, v nichž uplatnil svoji schopnost zachytit pohyb. Jeho styl malby ovlivnil impresionismus i japonské umění ukijo-e.
Maloval dioramata pro Biologické muzeum ve Stockholmu a pro stockholmský olympijský stadion vytvořil sousoší Hra. Liljeforsovy obrázkové příběhy stály u zrodu švédského komiksu. Vydal knihu vzpomínek Det vildas rike. Jeho díla se nacházejí ve sbírkách švédského Národního muzea a Göteborgs konstmuseum. Liljeforsův ateliér v Österbybruku nedaleko Uppsaly byl po umělcově smrti adaptován na muzeum.
V roce 1896 byl oceněn zlatou medailí na Velké berlínské výstavě umění. Zúčastnil se umělecké soutěže Letních olympijských her 1932.
Liljeforsovým koníčkem byla gymnastika, vystupoval jako cirkusový akrobat a tuto svoji schopnost využil také při malování v plenéru, neboť mohl snadno vylézt na strom.
Jeho bratrem byl hudební skladatel Ruben Liljefors.

## Ukázky z díla

Lišky
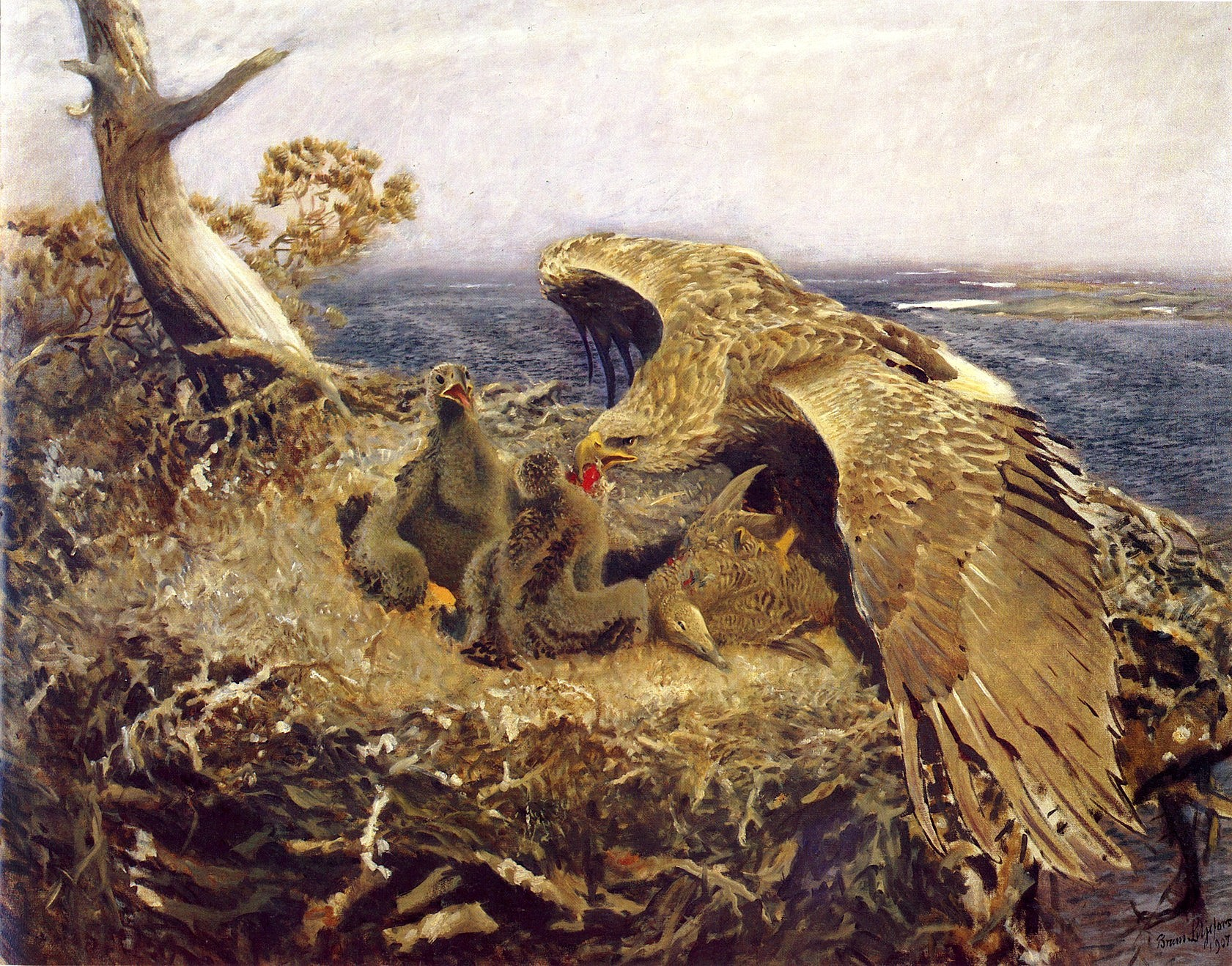
Hnízdo mořského orla
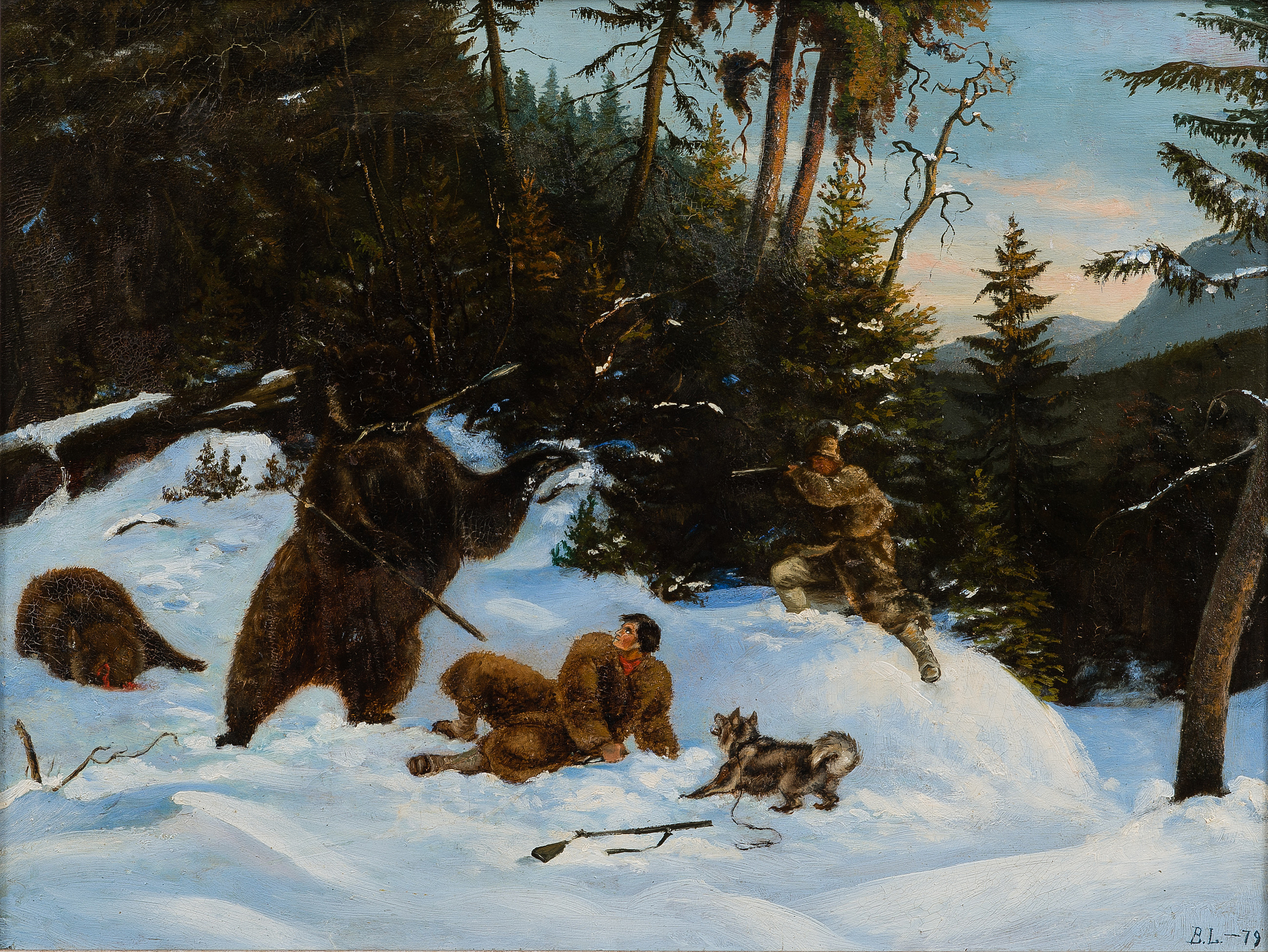
Lov na medvěda
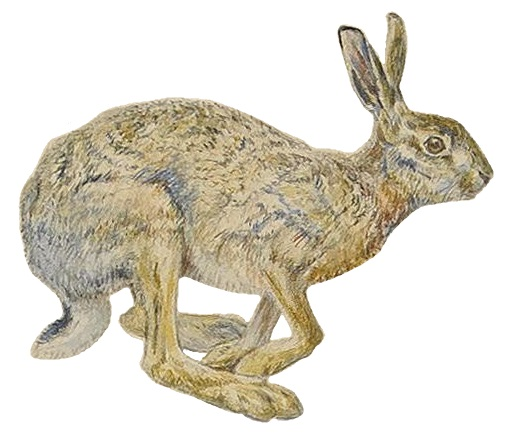
Studie zajíce
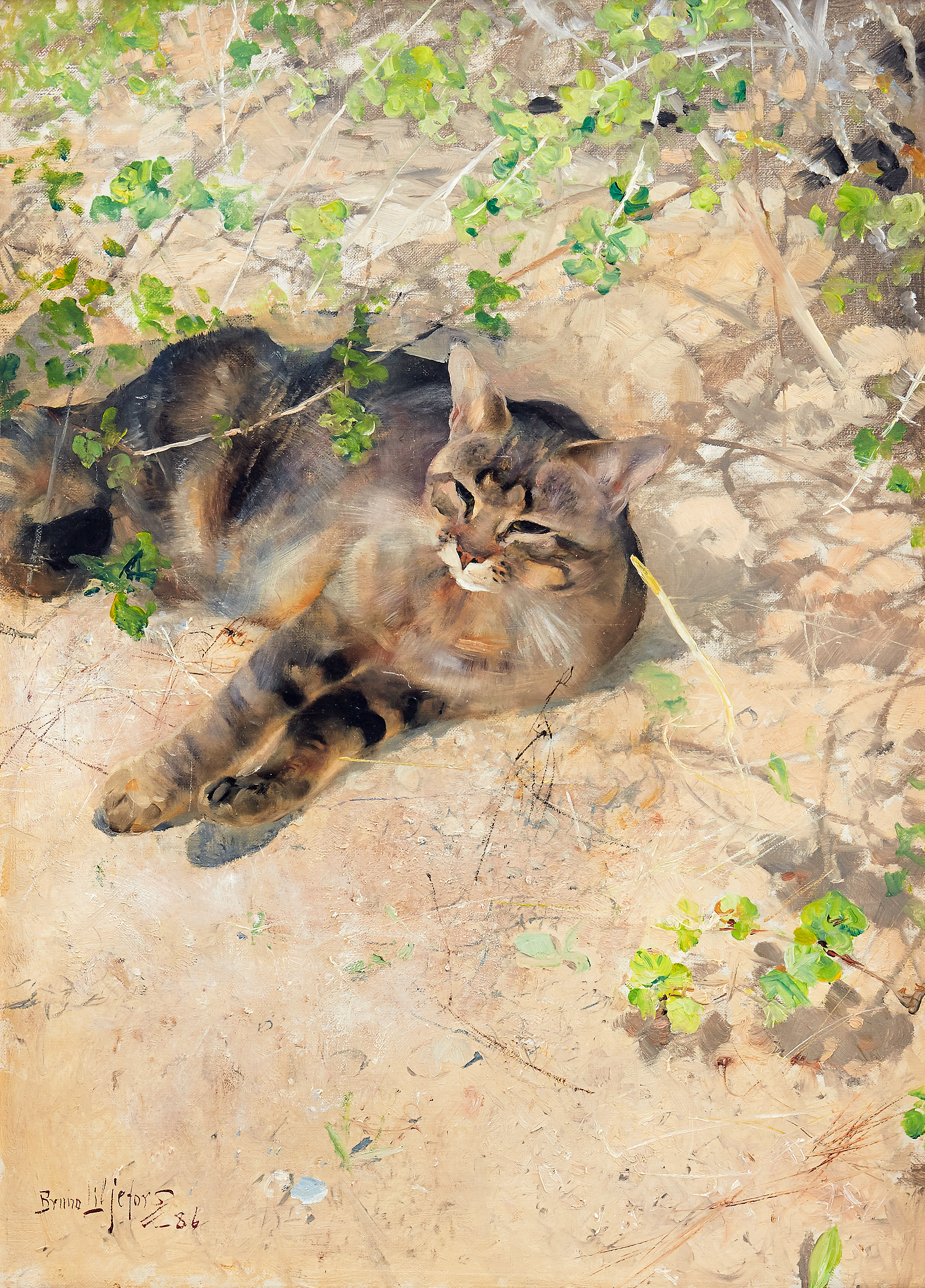
Kočka Jeppe na slunci
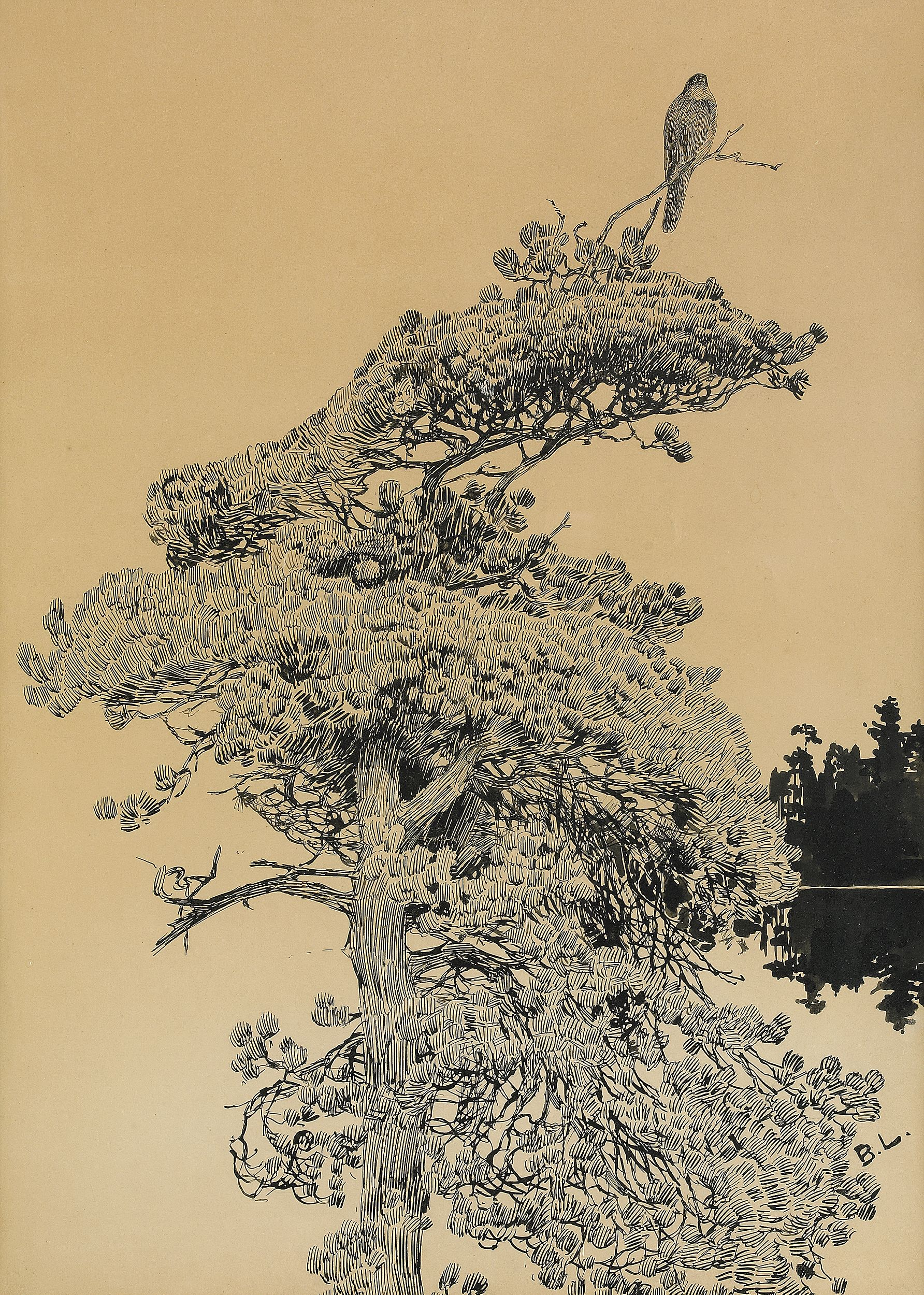
Sokol na špičce stromu
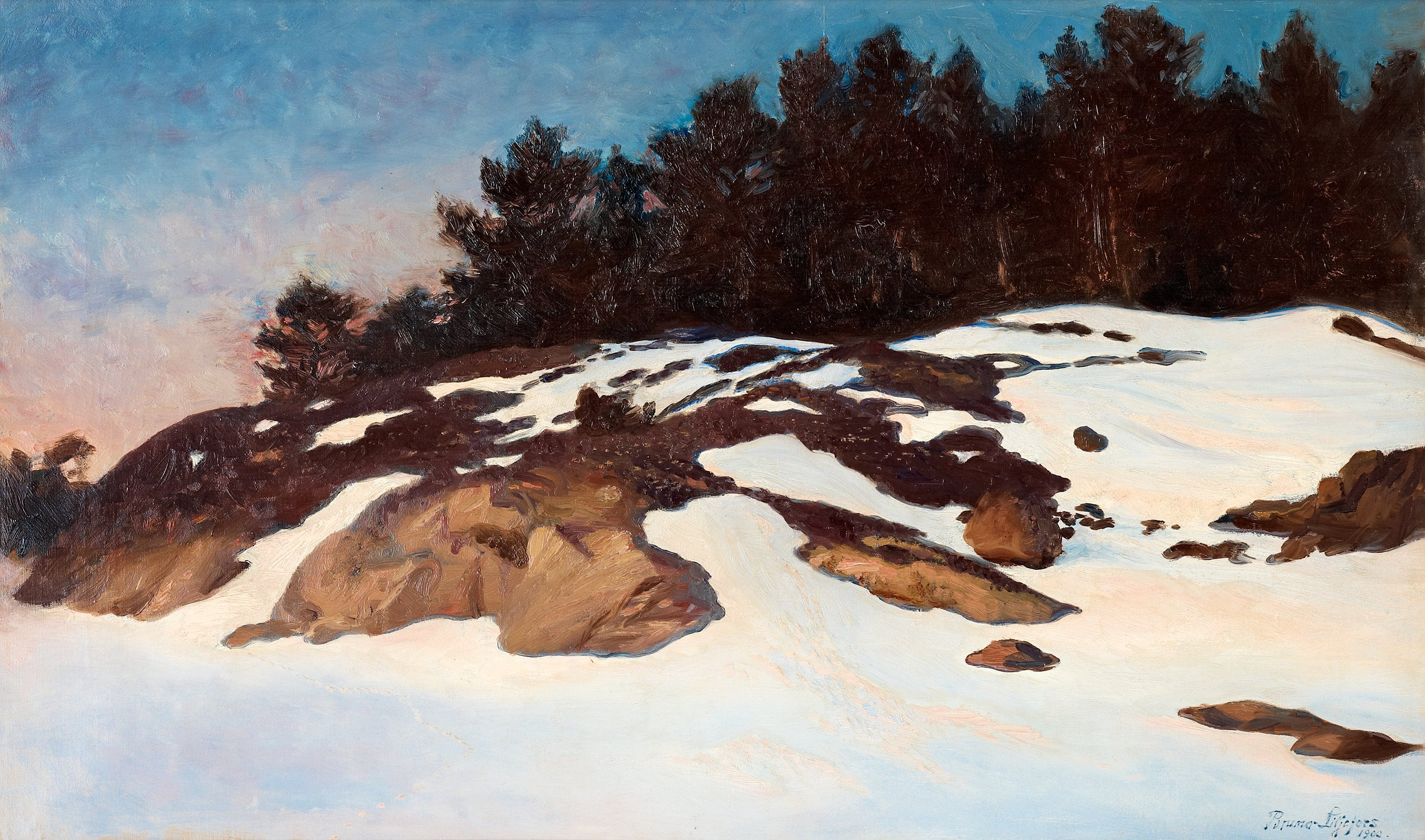
Zimní krajina za svítání
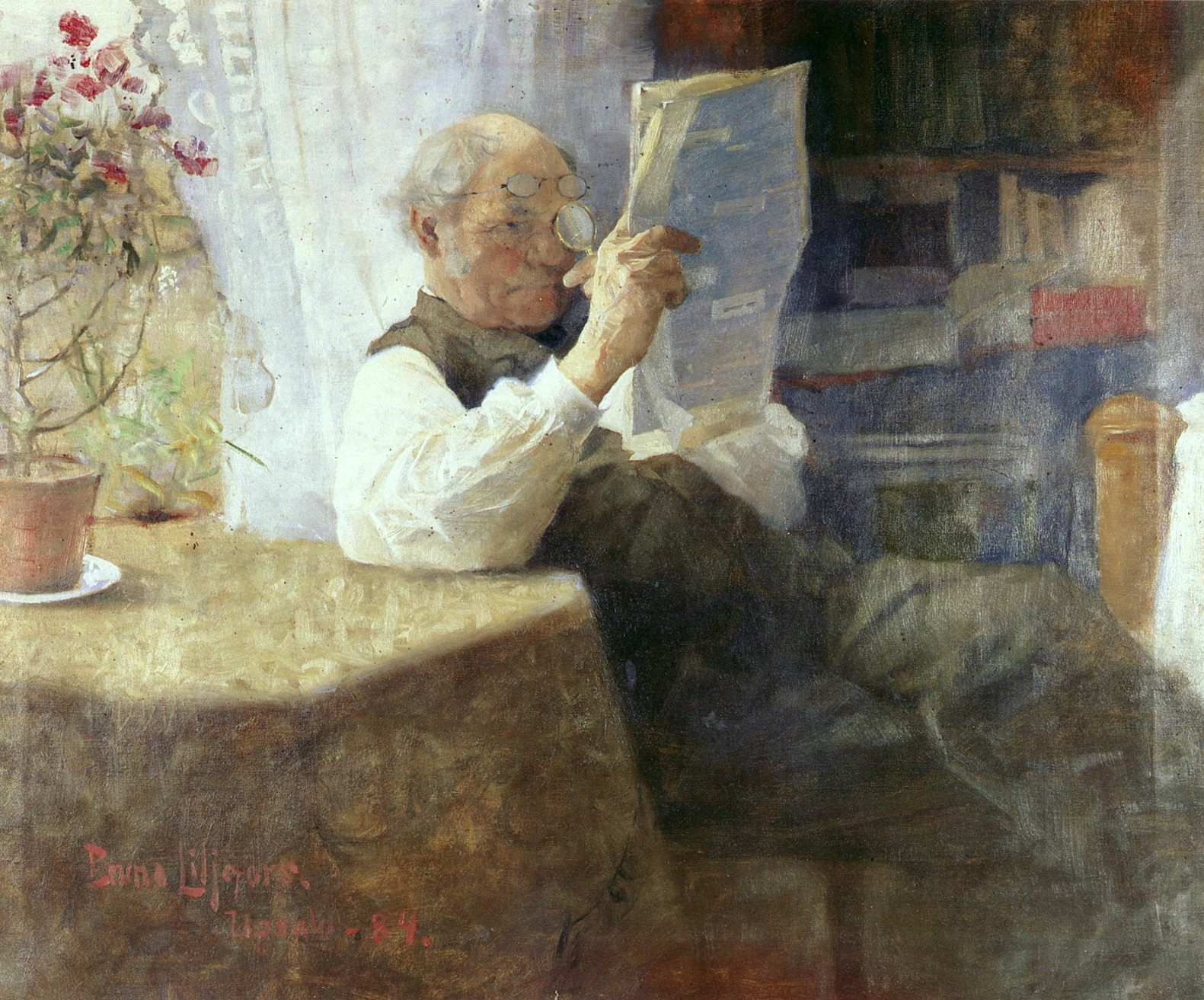
Portrét otce
Zametající dívka